# Dolany (okres Plzeň-sever)
Dolany jsou obec v okresu Plzeň-sever v Plzeňském kraji. Leží na levém břehu řeky Berounky, zhruba deset kilometrů severovýchodně od Plzně. Kromě Dolan k obci patří také vesnice Habrová. Celkem v ní žije 290 obyvatel.

## Historie
První písemná zmínka o vesnici pochází z roku 1266.

## Přírodní poměry
Vesnice sousedí na severu s Žichlicemi, na severovýchodě s Nadryby, na jihovýchodě za Berounkou s Chrástem, na jihozápadě s Druztovou a na západě se Zručí. Dolany leží na hranici přírodního parku Horní Berounka.

## Obyvatelstvo
| Rok            | 1869 | 1880 | 1890 | 1900 | 1910 | 1921 | 1930 | 1950 | 1961 | 1970 | 1980 | 1991 | 2001 | 2011 | 2021 |
| -------------- | ---- | ---- | ---- | ---- | ---- | ---- | ---- | ---- | ---- | ---- | ---- | ---- | ---- | ---- | ---- |
| Počet obyvatel | 418  | 413  | 476  | 533  | 506  | 450  | 484  | 372  | 378  | 348  | 283  | 234  | 227  | 279  | 283  |
| Počet domů     | 66   | 68   | 81   | 87   | 86   | 86   | 97   | 105  | 100  | 99   | 89   | 111  | 108  | 95   | 122  |

## Obecní symboly
Znak a vlajka byly obci uděleny rozhodnutím předsedy Poslanecké sněmovny Parlamentu České republiky dne 6. června 2017.

## Pamětihodnosti
- Usedlost čp. 2
- Usedlost čp. 9
- Boží muka a smírčí kříž
- Kaple

## Galerie

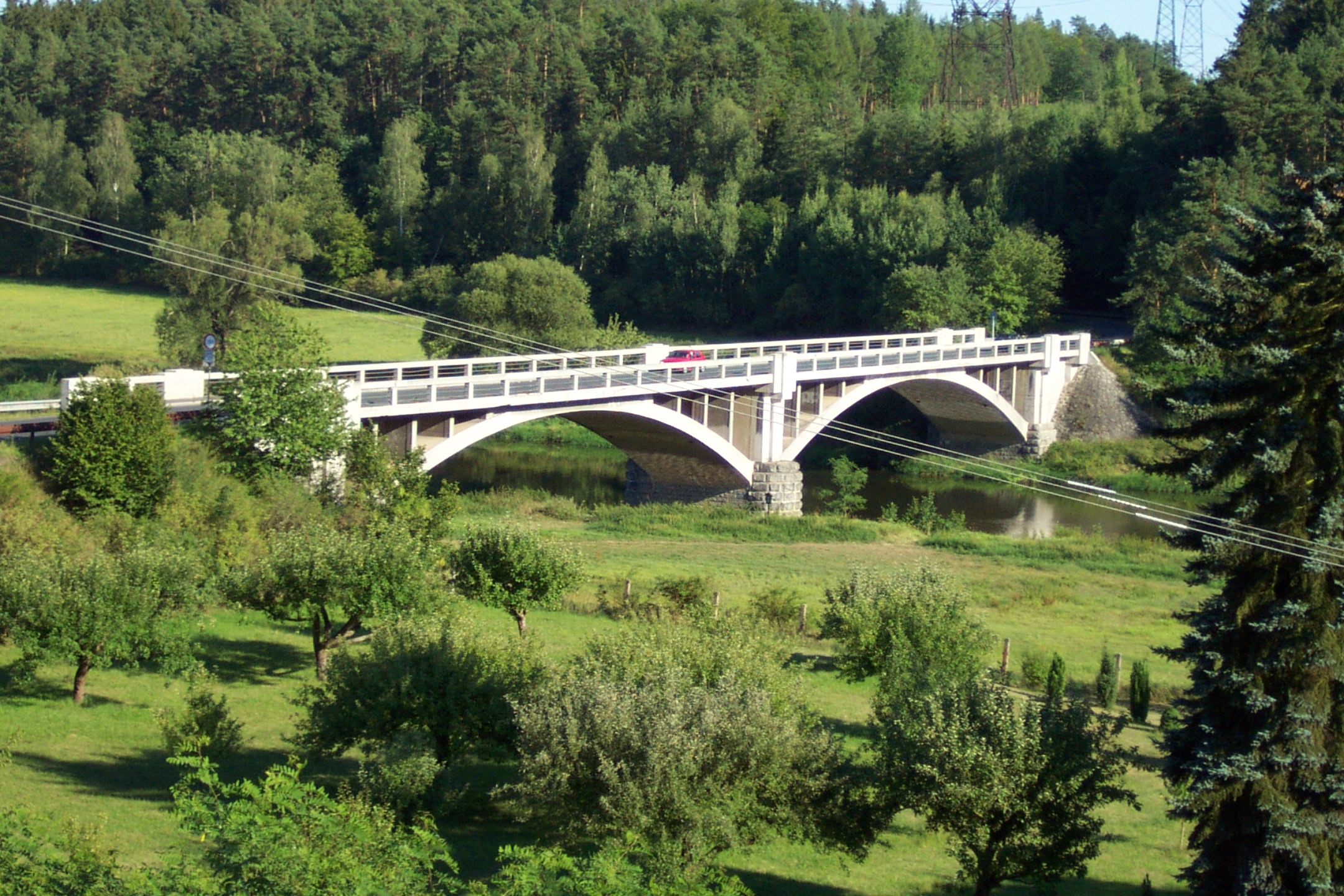
Silniční Dolanský most přes Berounku spojující Dolany s Chrástem
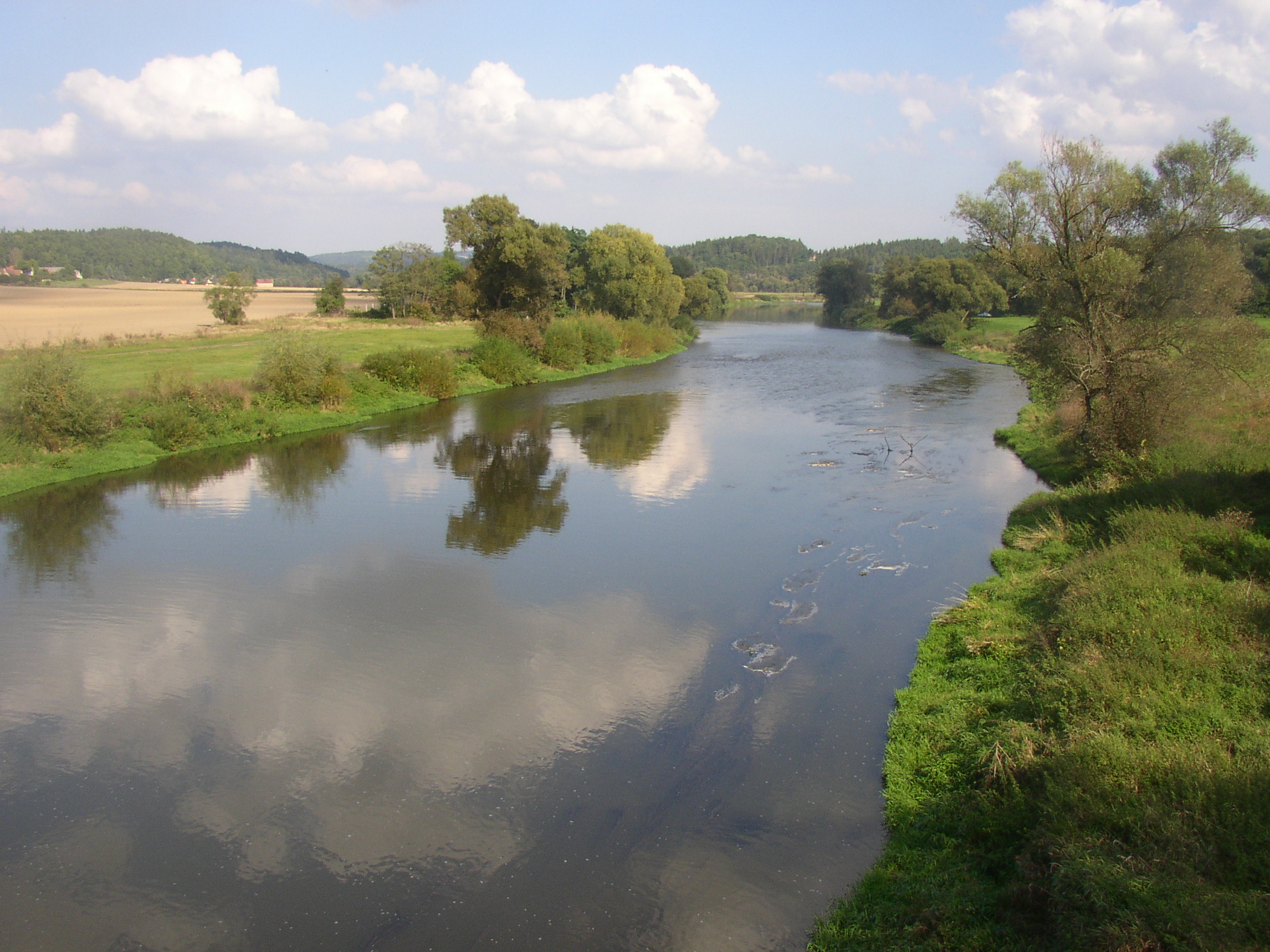
Pohled po proudu Berounky z Dolanského mostu, v pozadí vlevo část Habrové